# Robert Duvall
Robert Selden Duvall (n. 5 ianuarie 1931, San Diego, California, SUA) este un actor și regizor american.

## Biografie
S-a născut la San Diego, California, fiind unul dintre cei trei fii ai unei familii de militari. În 1955, după un serviciu militar de 2 ani în armata americană, Duvall a plecat la New York unde s-a angajat la Neighborhood Playhouse. Sanford Meisner, un apreciat profesor de actorie, a fost primul care a observat că Duvall are un potențial enorm și l-a distribuit în piesa lui Tennesse William, Camino Real și în cea a lui Horton Foote, The Midnight Caller. 

## Carieră
Actorul începător, care s-a întreținut financiar lucrând la un oficiu poștal și mai apoi ca portar la Universitatea Americană, a împărțit un apartament cu alți doi actori străluciți, Dustin Hoffman și Gene Hackman. În acea perioada, Horton Foote l-a propus pe tânărul Duvall pentru rolul misteriosului Radley în deja clasicul To Kill A Mockingbird, 1962. Acest film a marcat debutul ca actor de cinema al lui Duvall și prima dintr-o serie de colaborări cu Foote.
A continuat cu apariții episodice și mici în diverse seriale de televiziune, cum ar fi Captain Newman, M.D. (în 1963). Abia în prima parte a anului 1970 a reușit să fie distribuit în roluri mai mari, ca în MASH (în 1970) sau THX 1138 (1971). Acesta a fost de fapt începutul unor colaborări mai mari. A urmat succesul pe care l-a avut cu rolurile din Nașul (partea I în 1972 și partea a II-a în 1974), Rețeua (în 1976), The Great Santini (în 1979), Apocalypse Now (în 1979) și True Confessions (în 1981). Mai mult, din acest moment a îmbinat cu succes munca în televiziune și cinema. Au urmat producțiile Tender Mercies (1983), The Natural (1984), Colors (1988), Lonesome Dove (1989), Stalin (1992), The Man Who Captured Eichmann (1996), A Family Thing (1996), The Apostle (1997), A Civil Action (1998), Gods and Generals (2003) și Broken Trail (2006). Contrar asemănării de nume, Robert Duvall nu are nici o legătură de rudenie cu actrița Shelley Duvall.
În anul 1974, Duvall a apărut în The Godfather, Part II, urmat de Breakout si The Killer Elite. În 1979, Duvall a obținut cea de-a doua nominalizare la Oscar, la categoria ’Cel mai bun actor într-un rol secundar’, pentru rolul Col. Kilgore din drama Apocalypse Now (regia Francis Ford Coppola). Un an mai târziu, el s-a aflat din nou printre cei nominalizați la premiul Oscar, la categoria ’Cel mai bun actor într-un rol principal’, pentru rolul pilotului Marinei Americane, Bull Meechum, din filmul The Great Santini. A obtinut premiul Oscar pentru rolul principal Mac Sledge din pelicula memorabilă Tender Mercies. Duvall a câstigat apoi Globul de Aur, la categoria ’Cel mai bun actor’, pentru rolul dictatorului sovietic nemilos din filmul Stalin realizat de HBO.

## Filmografie
- 1962 ...Să ucizi o pasăre cântătoare (To Kill a Mockingbird), regia Robert Mulligan
- 1968 Locotenentul Bullitt (Bullitt), regia Peter Yates
- 1966 Urmărirea (The Chase), regia Arthur Penn
- 1969 100 de dolari pentru șerif (True Grit), regia Henry Hathaway
- 1972 Joe Kidd, regia John Sturges
- 1972 Nașul (The Godfather), regia Francis Ford Coppola
- 1974 Conversația (The Conversation), regia Francis Ford Coppola
- 1974 Nașul: Partea a II-a (The Godfather: Part II), regia Francis Ford Coppola
- 1976 Rețeaua (Network), regia Sidney Lumet
- 1979 Apocalipsul acum (Apocalypse Now), regia Francis Ford Coppola
- 1984 Născut învingător (The Natural), regia Barry Levinson
- 1993 Cădere liberă (Falling Down), regia Joel Schumacher
- 1993 Geronimo: o legendă americană (Geronimo: An American Legend), regia Walter Hill
- 1995 Stigmatul iubirii (The Scarlet Letter), regia Roland Joffé
- 2003 Luptă în câmp deschis (Open Range), regia Kevin Costner
- 2006 Călătorie periculoasă

Regizor
- Angelo My Love, (1983)